# Унион Комерсио
«Унио́н Коме́рсио» (исп. Club Deportivo Unión Comercio) — перуанский футбольный клуб из города Нуэва Кахамарка. В настоящий момент выступает во Втором дивизионе чемпионата Перу.

## История
Команда была основана 15 июня 1994 года, вплоть до 2010 года особых успехов не добивалась, играя в лигах регионального уровня. В 2010 году «Унион Комерсио» победил в лиге региона Сан-Мартин, этот успех дал право клубу принять участие в Кубке Перу, который является по своей сути отборочным турниром на попадание в «Примеру» или «Сегунду» Перу. «Унион Комерсио» победил в Кубке и тем самым завоевал право принять участие в 2011 году в высшем дивизионе Перу, ни проведя при этом ни одного сезона во втором перуанском дивизионе.
Дебютный сезон в «Примере», сложился для команды удачно, она заняла шестое место, и этот результат дал право клубу принять участие в Южноамериканском кубке 2012. Проведя девять лет в Примере, по итогам сезона 2019 «Унион Комерсио» вылетел во Второй дивизион.
Домашние матчи команда проводит на стадионе «ИПД де Нуэва-Кахамарка», вмещающем 12 тысяч зрителей.

## Достижения
- Обладатель Кубка Перу (1): 2010

## Участие в южноамериканских кубках
- Южноамериканский кубок (3): 2012, 2014, 2015